# Мустафин, Толенды Гарифович
Толенды Гарифович Мустафин (1942, Мерке — 1994, Алматы) — крупный ученый-математик в области математической логики, доктор физико-математических наук, профессор, директор Института прикладной математики Национальной академии наук и Министерства образования Республики Казахстан.

## Биография
Родился в 1942 году в селе Мерке Меркенского района Жамбылской области в семье учителя. В 1965 году окончил механико-математический факультет Новосибирского государственного университета.
Защитил в НГУ кандидатскую и докторскую диссертации, и если его руководителя — академика А. Д. Тайманова считают основателем казахстанской школы по математической логике, то Толенди Гарифовича можно с полным основанием считать достойным продолжателем дела учителя, основателем реального международного сотрудничества в этой области математики. В неполные 24 года Толенды Гарифович выступает с докладом на международном конгрессе математиков в Москве и сразу обращает на себя внимание. Впервые по его инициативе и под его руководством в КарГУ была создана проблемная научно-исследовательская лаборатория по математике. Затем под его руководством в только что открывшемся Институте прикладной математики в Караганде организуется и успешно работает лаборатория теоретической и прикладной логики. Позже её назвали лабораторией математической логики и информатики.
С первых же дней работы в КарГУ он начинает научную работу со студентами, видя в них будущих членов научной школы Караганды. В процессе становления научной работы Т. Г. Мустафин рос и сам.
Он всегда стремился быть в первых рядах. Он — первый кандидат физико-математических наук на кафедре алгебры и геометрии ЦГПИ им. С. Сейфуллина, первый заведующий кафедрой высшей алгебры КарГУ им. Е. А. Букетова, первый доктор физико-математических наук в Центральном и Северном Казахстане, защитивший докторскую диссертацию (в 1990 г.) на заседании специализированного совета при Институте математики Сибирского отделения АН СССР на тему «Стабильные теории».
Умер в 1994 году.

## Трудовой путь и некоторые даты из жизни учёного
- В 1965—1967, 1971—1972 гг. — ассистент, заведующий кафедрой алгебры и геометрии Целиноградского педагогического института.

- В 1966 г. (август) Т. Г. Мустафин получает персональное приглашение для участия в Международном конгрессе математиков в г. Москве.

Его доклад вызвал большой резонанс среди участников конгресса.
- В 1967 г. он поступает в аспирантуру при ИММ АН КазССР.

- В 1970 г. Мустафин Т. Г. получает первые результаты о моделях тотально-трансцедентных теорий в терминах суператомности булевых алгебр Линденбаума-Тарского. Эта работа Т. Г. Мустафина стала первой в СССР и одной из первых в мире после работ Морли[2].

- В 1971 г. (март) Т. Г. Мустафин защищает кандидатскую диссертацию, возвращается на работу в Целиноград (пед.институт).

- В 1972—1992 гг. — заведующий кафедрой высшей алгебры, декан математического факультета, проректор по учебной работе Карагандинского государственного университета.

С первых дней работы в КарГУ Т. Г. Мустафин вел большую работу со студентами. Это будущие молодые ученые: А. А. Викентьев (к.ф.-м.н., работает в ИМ СО РАН, г. Новосибирск), Т. А. Нурмагамбетов к.ф.-м.н., доцент, степень PhD по экономике получил в США  (работает в США, Атланта), Н. Бокаев (д.ф.-м.н., профессор ЕНУ им. Л. Н. Гумилева), А. Р. Ешкеев (д.ф.-м.н., проф., зав. кафедрой), К. Ж. Жетписов (к.ф.-м.н., доцент ЕНУ им. Л. Н. Гумилева), Е. Нурхайдаров (проф. Университет Пенсильвании, США), а также в то время молодые преподаватели кафедры: З. А. Боярская-Житникова (прошедшая стажировку при ИМ СО АН СССР под руководством академика АН КазССР, д.ф.-м.н. А. Д. Тайманова, а также аспирантуру под руководством проф. КазГУ М. А. Тайцлина), М. И. Бекенов (с 1975 г. по 1980 г. прошел стажировку и аспирантуру при ИМ СО АН СССР под руководством академика АН КазССР А. Д. Тайманова, защитил кандидатскую диссертацию в НГУ).
- В 1987 г. — Участвовал на Международном конгрессе по логике, философии и методологии науки в Москве

- В 1990 г. (июль)- выступление с часовым докладом на Пленарном заседании, на Всемирном международном логическом семинаре в г. Хельсинки (Финляндия).

- В 1990 г.- проведен I Советско-французский коллоквиум в КарГУ, в нём приняли участие ученые-математики из Франции, США, Германии, Швейцарии, России.

- В 1990 г. (октябрь)- защита докторской диссертации в г. Новосибирске.

- В 1990 г. (ноябрь)- выступает с большим докладом на семинаре по теории моделей во Франции (г. Париж VI—VII).

- В декабре 1990 г. Парижский университет пригласил Т. Мустафина для более углубленной совместной работы над проблемами в избранной научной области математики.

- В 1991 г.- (октябрь-ноябрь)- Пост-докторантура в Париже VI 1992 г. (январь)- II Франко-СНГ Коллоквиум по теории моделей(г. Марсель).

- В 1992 г. (август)- назначен первым проректором КарГУ. За сравнительно короткий срок работы в качестве проректора внес новую струю в организацию учебного процесса с использованием компьютеров. Ему принадлежит концепции университетского образования, рейтинговая форма контроля знаний студентов.

- В 1992 г. — был единственным приглашенным из бывшего Союза докладчиком на Логическом коллоквиуме в Хельсинки.

- В августе 1993 г. был назначен директором Института прикладной математики. Под его руководством успешно работает лаборатория «Теоретической и прикладной логики», которая позже была переименована в лабораторию математической логики и информатики.

- В июне 1994 г. принимает участие в работе III Казахстанско-Французского коллоквиума по теории моделей г. Алматы.

- С 3 по 11 августа 1994 года в г. Цюрих, Швейцария ученый принимал участие в работе Международного конгресса математиков, где обсуждались проблемы современной математики, выступал с докладом на секции математической логики. Как знак признания высокого уровня научных работ, Т. Г. Мустафину был присужден персональный грант Д. Сороса и грант Европейского сообщества.

## Научная деятельность
Перу Т. Г. Мустафина принадлежат около 100 научных работ: монографии, статьи и другие публикации, посвященные решению крупных проблем в теории моделей и математической логике.

### Монографии
- Мустафин Т. Г. Стабильные теории. — Караганда, Изд. КарГУ, 1981.
- Мустафин Т. Г., Нурмаганбетов Т. А. Введение в прикладную теорию моделей. — Караганда, Изд. КарГУ, 1987.
- Мустафин Т. Г. Число моделей теорий. — Караганда, Изд. КарГУ, 1983

### Основные публикации
- Mustafin T. G., Taimanov A. D. (1970), Countable models of  {\displaystyle \kappa _{1}}  -categorical but not {\displaystyle \kappa _{0}}  -categorical theories-categorical theories, Algebra and Logic, 9 (5): 338–341, doi:10.1007/BF00968468
- Mustafin, T. G. (1990), New concepts of stability for theories, Proc. Soviet–French Coll. Model Theory, Karaganda: 112–125
- Mustafin, T. G. (1980), Rank functions in stable theories, Siberian Mathematical Journal, 21 (6): 815–824, doi:10.1007/BF00968468
- Mustafin, T. G. (1985), Classification of superstable theories by rank functions, Algebra and Logic, 24 (1): 27–40, doi:10.1007/BF01978704
- Mustafin T. G., Bekenov M. I. (1981), Properties of m-types in stable the ories, Siberian Mathematical Journal, 22 (1): 19–25, doi:10.1007/BF00968195
- Mustafin, T. G. (1980), A non-two-cardinal set of stable types, Mathematical notes of the Academy of Sciences of the USSR, 27 (1): 253–259, doi:10.1007/BF01140524
- Mustafin, T. G. (1977), A strong base of elementary types of theories, Siberian Mathematical Journal, 18 (6): 961–969, doi:10.1007/BF00969235
- Mustafin, T. G. (1982), Forking types and rank functions in stable theories, Algebra and Logic, 21 (2): 138–148, doi:10.1007/BF01980755
- Mustafin, T. G. (1990), Toward a description of monoids over which all polygons have {\displaystyle \omega }-stable theories, Algebra and Logic, 29 (6): 440–450, doi:10.1007/BF01978556
- Бекенов М. И., Мустафин Т. Г., «О ранговых функциях, определимых и нерасщепимых типах в стабильных теориях», Докл. АН СССР, 245:4 (1979), 777—780
- T. G. Mustafin, Theories with a two-cardinal formula. Algebra and Logic November 1980, Volume 19, Issue 6, pp 438—442
- Ешкеев А. Р., Мустафин Т. Г., {\displaystyle \alpha }-алгебрически простые модели и некоторые виды атомных моделей// Теория алгебраических структур — Караганда, 1985. — С. 30-39
- Мустафин Т. Г. О стабильностной теории полигонов // Теория моделей и её применение.- Новосибирск: Наука. Сиб. отд-е, — (Тр. АН СССР. Сиб.отд-е. Ин-т математики; Т.8) 1988. Т.8. С. 92-108.
- T. G. Mustafin, On similarities of complete theories, Lecture Notes in Logic Volume 2, 1993, 259—265
- T. G. Mustafin et B. Poizat, Polygones. Math. Logic Quarterly 41, 93 — 100 (1995)
- Т. Г. Мустафин, «Обобщенные условия Йонсона и описание обобщенно-йонсоновских теорий булевых алгебр», Матем. тр., 1:2 (1998), 135—197; Siberian Adv. Math., 10:3 (2000), 1-58

## Память
- В учебном корпусе КарГУ установлена памятная мемориальная доска[3]
- В 1995 году кафедре «Алгебры, математической логики и геометрии» было присвоено имя профессора Т. Г. Мустафина.[4]
- В сентябре 2012 года в Караганде на базе Карагандинского государственного университета им. Е. А. Букетова, Института прикладной математики КН МОН РК г. Караганда, факультета математики и информационных технологий была проведена Международная научная конференция «Теория моделей и алгебра», посвящённая памяти и 70-летию известного советского и казахстанского математика д.ф.-м.н., профессора Туленды Гарифовича Мустафина.